# Issy-les-Moulineaux
Issy-les-Moulineaux ist eine französische Stadt mit 67.695 Einwohnern (Stand 1. Januar 2022) südwestlich von Paris. Sie ist 6,6 Kilometer vom Pariser Stadtzentrum entfernt und liegt im Département Hauts-de-Seine innerhalb der Region Île-de-France. Sie ist eine der am dichtesten besiedelten Gemeinden in Europa. Die Einwohner werden Isséens genannt.
Issy-les-Moulineaux wandelte sich von einer industriellen Vergangenheit zu einem zentralen Dienstleistungsstandort (Val de Seine), der sich auf Medien und Telekommunikation spezialisiert hat. Trotz der stark anwachsenden Bevölkerung gibt es hier immer noch mehr Arbeitsplätze als Einwohner.

## Name
Vor 1893 wurde der Ort Issy genannt. Eine der zwei möglichen Bedeutungen des Wortes wäre Eigentum des Isicius/Iccius, eines gallo-römischen Landbesitzers, abgeleitet vom mittellateinischen Issiacum/Isciacum, die andere wäre unter dem Holz, abgeleitet von der Keltischen Sprache.
1893 wurde Issy offiziell in Issy-les-Moulineaux umbenannt. Les Moulineaux hieß eine kleine Ortschaft im Gebiet der Kommune; offenbar kam der Name Les Moulineaux von dort vorhandenen Windmühlen (franz. moulins).

## Geschichte

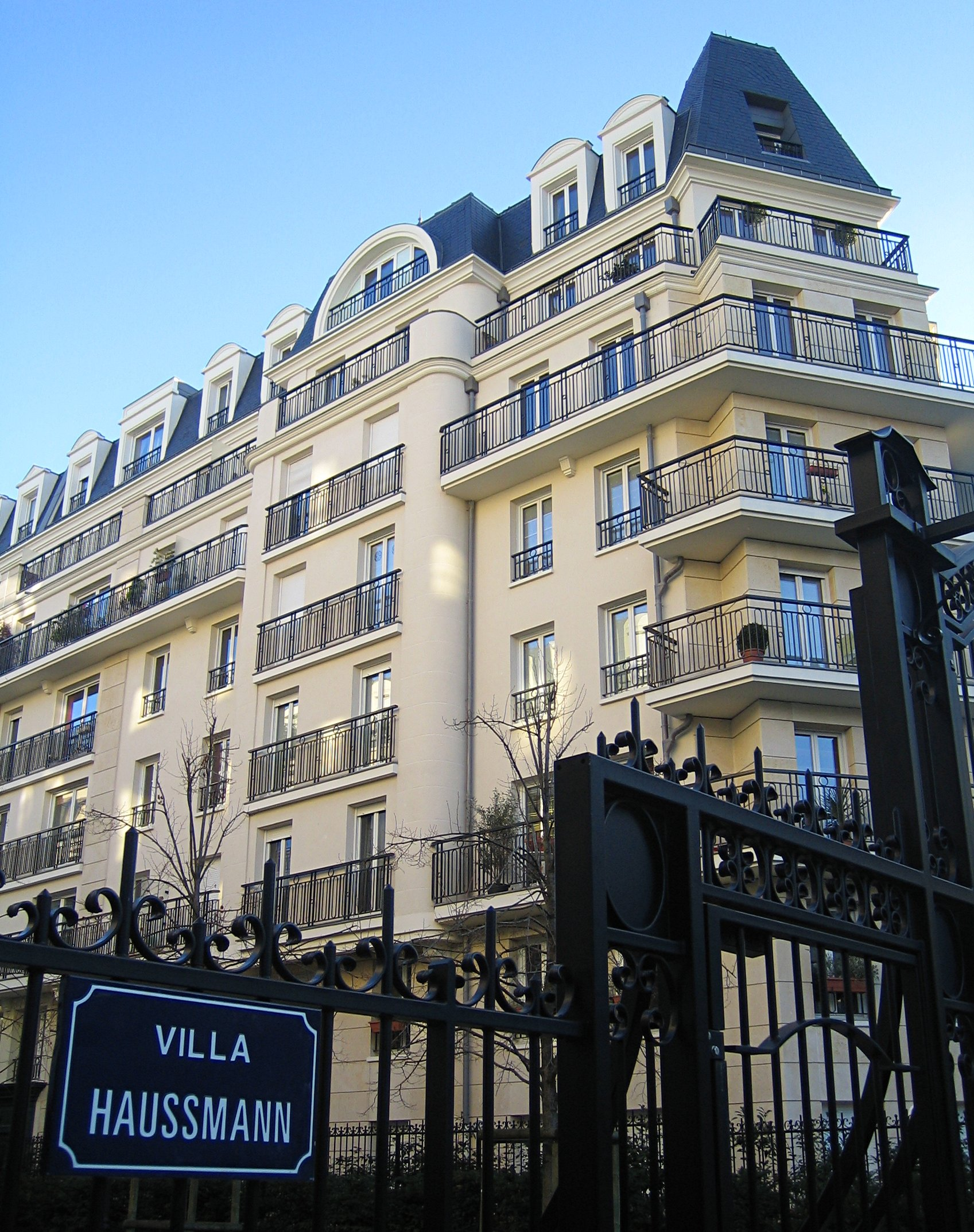
Villa Haussmann (moderne Kopie der Haussmann-Architektur)

Am 1. Januar 1860 wurde Paris um Gebiete angrenzender Gemeinden vergrößert. Aus diesem Grund wurde etwa ein Drittel der Kommune von Issy-les-Moulineaux der Stadt Paris zugeschlagen; dieses Gebiet entspricht heute im Wesentlichen dem Stadtteil Javel im 15. Arrondissement von Paris.
Im späten 19. Jahrhundert wurde ein großes Areal in Issy als Militärübungsplatz genutzt. Zu Beginn des 20. Jahrhunderts, in der Pionierzeit der Luftfahrt, entwickelte sich dieses Areal zu einem Flugplatz und  zum ersten Zentrum der französischen Luftfahrt. Das Flugfeld in Issy-les-Moulineaux war Schauplatz zahlreicher Flugexperimente, Erstflüge und Flugwettbewerbe. Dort versammelten sich Fotografen, Zeitungsreporter und Geheimdienstler aus anderen Ländern, um über die Entwicklungen zu berichten.
1953 wurde Madeleine Vincent, eine Résistance-Kämpferin und Überlebende der KZ Ravensbrück und Mauthausen, für den PCF in den Gemeinderat gewählt.

## Bevölkerungsentwicklung
| Jahr      | 1962   | 1968   | 1975   | 1982   | 1990   | 1999   | 2011   | 2018   | 2022   |
| Einwohner | 51.776 | 50.442 | 47.561 | 45.772 | 46.127 | 52.647 | 65.326 | 68.260 | 67.695 |

Quellen: Cassini und INSEE

## Verwaltung
Bürgermeister von Issy-les-Moulineaux:
- 1903–1908: Auguste Gervais
- 1908–1911: Henri Mayer
- 1911–1919: Léon-Victor Clément
- 1919–1922: Justin Oudin
- Februar–Mai 1923: Saint-Martin (besondere Delegation)

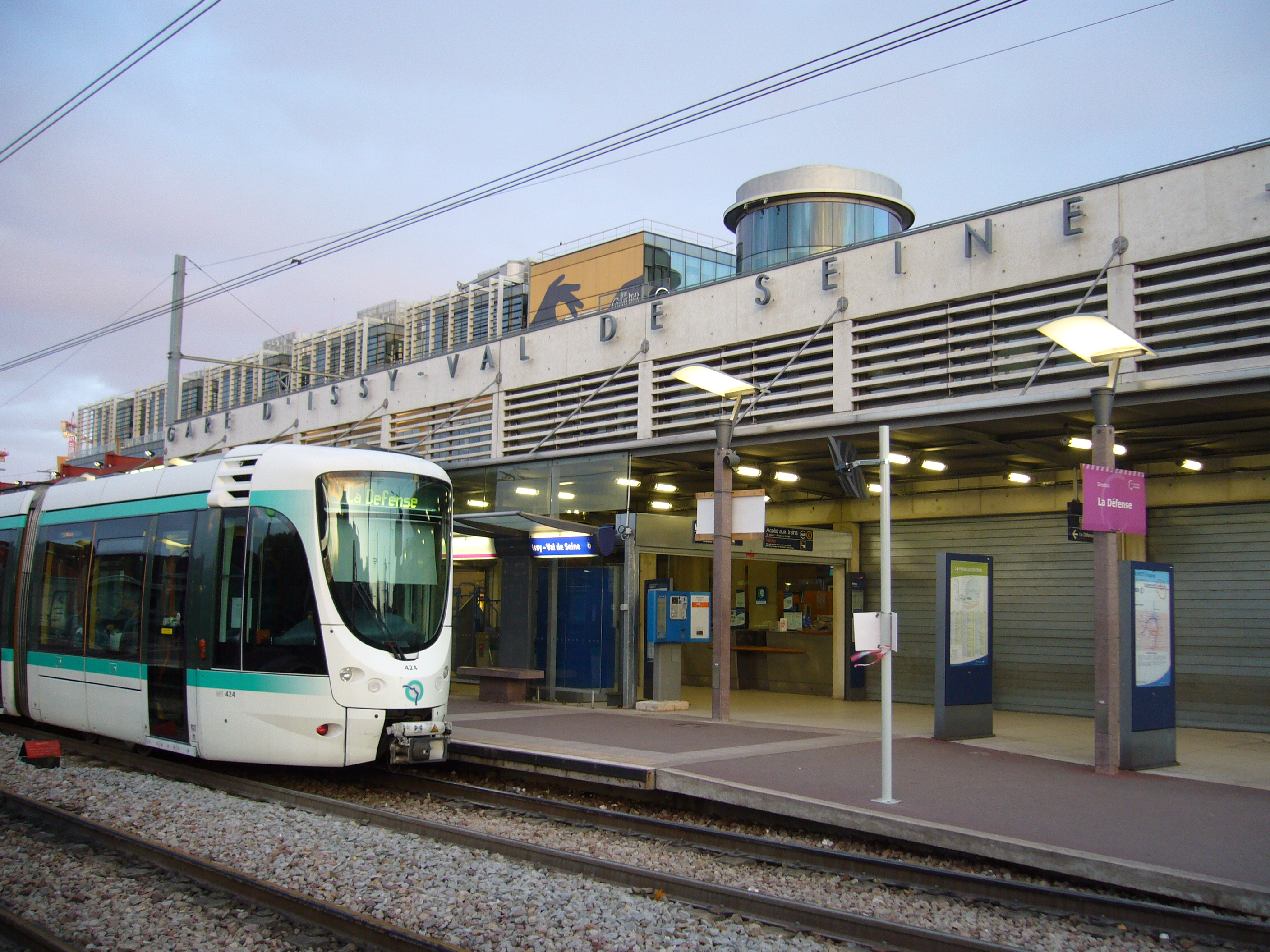
Tramlinie 2, Issy-Val de Seine

- Mai–Oktober 1923: Eugène Demarne
- 1923–1935: Justin Oudin
- 1935–1939: Victor Cresson
- 1939–1940: Jean Alessandri
- 1940–1941: Ernest Desaydes
- 1941: Jean-Marie Sansiaume
- 1944–1945: François Anita
- 1945–1949: Fernand Maillet
- 1949–1953: Jacques Madaule
- Mai–Juli 1953: Fernand Maillet
- 1953–1973: Bonaventure Leca
- 1973–1980: Raymond Menand
- 1980–heute: André Santini

## Baudenkmäler
Siehe: Liste der Monuments historiques in Issy-les-Moulineaux

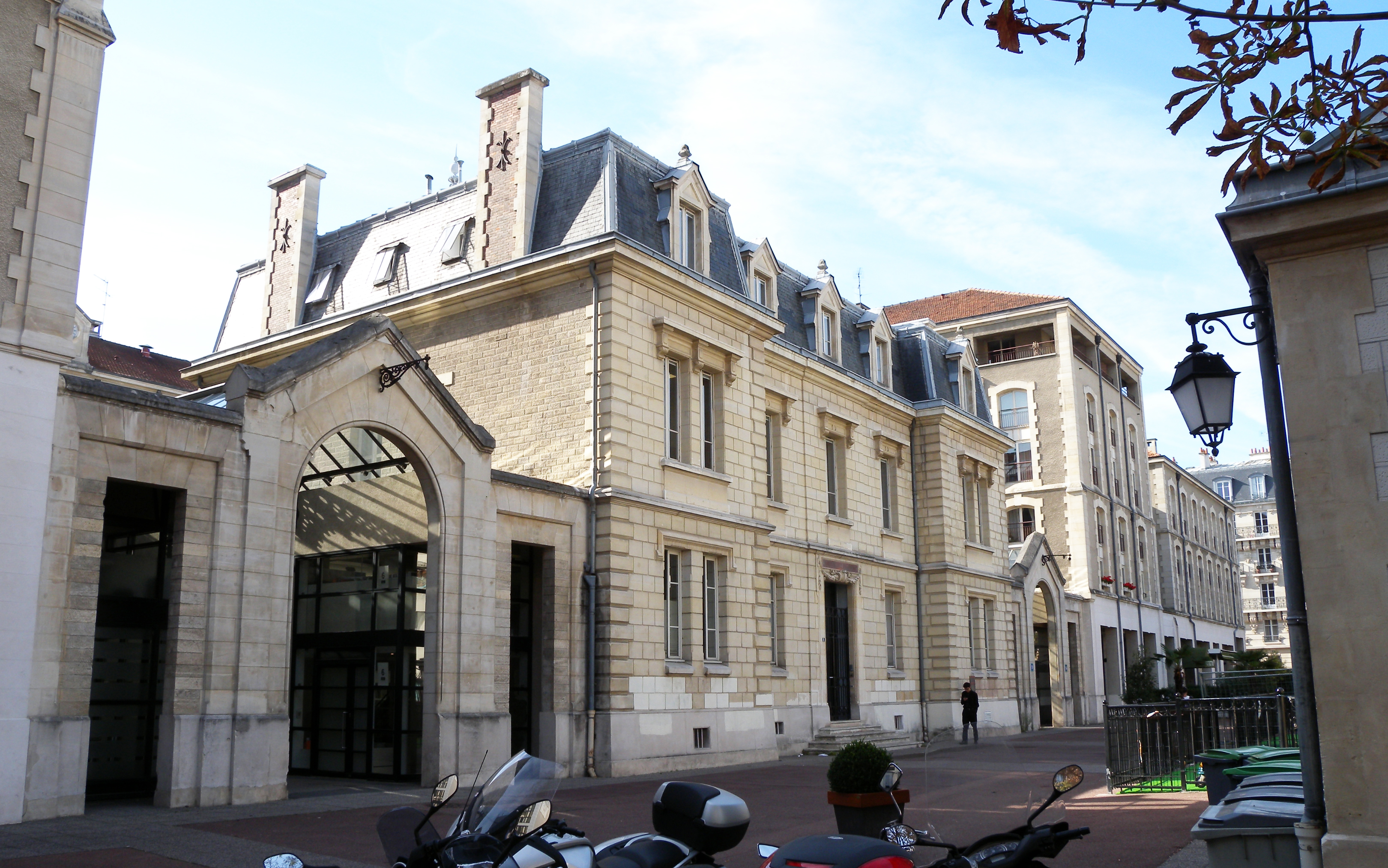

### Tabakmanufaktur
Die ehemalige Tabakfabrik, erbaut zwischen 1900 und 1904, war bis 1978 in Betrieb. Der Gebäudekomplex wurde 1984 in die „Liste der architektonischen Denkmäler Frankreichs“ als historisches Baudenkmal aufgenommen. Heute befinden sich dort Wohnungen, Büros und ein Restaurant.

## Verkehr
Issy-les-Moulineaux besitzt zwei Métrostationen der Linie 12: Mairie d’Issy und Corentin Celton.
Außerdem hat Issy-les-Moulineaux zwei Stationen der Linie RER C: Issy-Val de Seine und Issy. Zusätzlich wird die Gemeinde an drei Haltestellen von der Straßenbahnlinie T2 angefahren: Les Moulineaux, Jacques-Henri Lartigue, und Issy - Val de Seine.
Für Hubschrauber steht der Hubschrauberlandeplatz Issy-les-Moulineaux zur Verfügung.

## Wirtschaft
Überregional bedeutsame Unternehmen mit Sitz in Issy-les-Moulineaux sind der Hotellerie-Konzern Accor, der Verkehrskonzern Transdev Group und der Papierhersteller Arjowiggins mit europaweit 8000 Beschäftigten. Des Weiteren haben Eurosport, die Canal+-Gruppe, Coca-Cola France, France 24, GE Vernova, Jet Solidaire, Microsoft Frankreich und Europa, Orange, Sodexo, Icade, Technicolor SA, Withings, Arte France und Michel & Augustin ihren Sitz in Issy-les-Moulineaux.

## Städtepartnerschaften
Issy-les-Moulineaux nennt folgende zwölf Partnerstädte:
| Stadt                   | Land                            | seit | Typ                 |
| ----------------------- | ------------------------------- | ---- | ------------------- |
| Dapaong                 | Togo                            | 1989 | Städtepartnerschaft |
| Dongcheng, Peking       | Volksrepublik China             | 1998 | Städtepartnerschaft |
| Dschulfa, Isfahan       | Iran                            | 2018 | Städtefreundschaft  |
| Etschmiadsin            | Armawir, Armenien               | 1989 | Städtepartnerschaft |
| Frameries               | Hainaut, Belgien                | 1979 | Städtepartnerschaft |
| Futian, Shenzhen        | Guangdong, Volksrepublik China  | 2013 | Städtefreundschaft  |
| Guro, Seoul             | Südkorea                        | 2005 | Städtepartnerschaft |
| Hounslow, London        | England, Vereinigtes Königreich | 1982 | Städtepartnerschaft |
| Ichikawa                | Chiba, Japan                    | 2009 | Städtefreundschaft  |
| Leshan                  | Sichuan, Volksrepublik China    | 2003 | Städtefreundschaft  |
| Macerata                | Marche, Italien                 | 1982 | Städtepartnerschaft |
| Nahariya                | Israel                          | 1994 | Städtepartnerschaft |
| Pozuelo de Alarcón      | Madrid, Spanien                 | 1990 | Städtepartnerschaft |
| Weiden in der Oberpfalz | Bayern, Deutschland             | 1954 | Städtepartnerschaft |

## Persönlichkeiten
Hier geboren
- Melchisédech Thévenot (um 1620–1692), französischer Naturforscher und Schriftsteller
- Robert Charpentier (1916–1966), Radrennfahrer
- Roland Desné (1931–2020), Romanist
- Lionel Fontagné (* 1958), Wirtschaftswissenschaftler
- Corinne Bouchoux (* 1964), Historikerin und Politikerin
- Sandrine Piau (* 1965), Opernsängerin
- Éric Trouillet (* 1968), Unternehmer und Autorennfahrer
- Manu Larcenet (* 1969), Comiczeichner und -Autor
- Sophie Morel (* 1979), Mathematikerin
- Stéphanie Foretz (* 1981), Tennisspielerin
- Saïd Haddou (* 1982), Radrennfahrer
- Nadir Haddou (* 1983), Radrennfahrer
- Leïla Bekhti (* 1984), Schauspielerin

Hier gestorben
- Maurice Berteaux (1852–1911), französischer Kriegsminister

## Sport
- Issy-les-Moulineaux Badminton Club, Sieger 2006 im Europacup der Landesmeister, mehrmaliger französischer Meister
- Entente Pongiste Isséenne, Tischtennisclub, spielt in der höchsten französischen Liga.